# Santa Maria della Stella (Nápoly)
A Santa Maria della Stella egy nápolyi templom. 1571-ben építették majd 1587-ben a Paolai Szent Ferenc Rend szerzetesei újjáépítették. A sekrestye kivételével az összes belső díszítés elpusztult az 1944-es tűzvész során. A márványborítású homlokzat Bartolomeo Picchiatti műve (1638). Az egykori kolostort 1861-ben kaszárnyává alakították. Ennek freskóit Belisario Corenzio festette.